# Modulær aritmetik
Modulær aritmetik er en form inden for matematik, især kryptering, der udforsker divisorens, {\displaystyle d}, største værdi af et heltal - {\displaystyle n} og derefter finder resten.
| Matematik | Spire Denne artikel om matematik er en spire som bør udbygges. Du er velkommen til at hjælpe Wikipedia ved at udvide den. |